# 40歳からの家族ケーカク
『40歳からの家族ケーカク』（40さいからのかぞくケーカク、原題: This Is 40 ）は、ジャド・アパトーの監督・脚本・製作による2012年のアメリカ合衆国のコメディ映画である。アパトーによる2007年の映画『無ケーカクの命中男/ノックトアップ』に登場したポール・ラッドとレスリー・マン演じる夫婦に焦点を当てたスピンオフである。

## ストーリー
ともに40歳を迎えたピートとデビーの夫婦が、冷え込んだ夫婦関係、年頃の娘とのギクシャクした関係、それぞれの実父との微妙な関係や仕事上のトラブルなど、様々な問題に見舞われる中で、3人目の子の妊娠をきっかけに家族の絆を取り戻すまでを描く。

## キャスト
※括弧内は日本語吹替
『無ケーカクの命中男/ノックトアップ』からのキャラクター
- ピート - ポール・ラッド（浜田賢二）： 独立系レコードレーベルの経営者。
- デビー - レスリー・マン（日野由利加）： ピートの妻。洋服店を経営。
- セイディ - モード・アパトー（増田ゆき）： ピートとデビーの長女。13歳。
- シャーロット - アイリス・アパトー（谷井あすか）： ピートとデビーの次女。8歳。
- ジェイソン - ジェイソン・シーゲル（山野井仁）： デビーのトレーナー。独身の遊び人。
- ジョディ - シャーリン・イー（英語版）： デビーの店の店員。
- ペレグリーノ博士 - ティム・バグレー： デビーのかかりつけの婦人科医。

その他のキャラクター
- キャサリン - メリッサ・マッカーシー（平野夏那子）： ジョセフの母親。
- デジー - ミーガン・フォックス（うさみともこ）： デビーの店の売り上げNo.1店員。
- ラリー - アルバート・ブルックス（宝亀克寿）： ピートの父親。幼い3人の息子の父親。
- オリヴァー - ジョン・リスゴー（福田信昭）： デビーと疎遠な父親。外科医。
- ジョセフ - ライアン・リー（英語版）： セイディをFacebookで侮辱した少年。
- キャット - レナ・ダナム： ピートの会社の社員。
- ロニー - クリス・オダウド（郷田ほづみ）： ピートの会社の社員。
- バリー - ロバート・スミゲル（西村太佑）： ピートの友人。
- バーブ - アニー・マモロー（英語版）： デビーの友人。
- ミセス・ラヴィアニ[4] - ジョアンヌ・バロン（英語版）： セイディの学校の副校長（教頭）。
- ビリー・ジョー・アームストロング： 本人役
- グレアム・パーカー： 本人役
- トム・フロインド（英語版）： 本人役
- ボブ・アンドリュース（英語版）： 本人役
- ブリンズリー・シュウォーツ（英語版）： 本人役
- マーティン・ベルモント（英語版）： 本人役
- アンドリュー・ボドナー（英語版）： 本人役
- スティーヴン・ゴールディング（英語版）： 本人役

## 公開
当初は2012年6月1日に北米公開が予定されていた。しかしながら2011年5月、ユニバーサル・ピクチャーズは『スノーホワイト』の公開を同日、『40歳からの家族ケーカク』を2012年12月に変更した。

### 批評家の反応
Rotten Tomatoesでは206件のレビューで支持率は51%となった。Metacriticでは39件のレビューで加重平均値は59/100となった。

### 受賞とノミネート
| 賞                               | 部門               | 候補                       | 結果       | 出典  |
| -------------------------------- | ------------------ | -------------------------- | ---------- | ----- |
| ヤング・アーティスト賞           | 映画助演女優賞     | モード・アパトー           | ノミネート | [ 7 ] |
| クリティクス・チョイス・アワード | コメディ映画賞     | 『40歳からの家族ケーカク』 | ノミネート | [ 8 ] |
| クリティクス・チョイス・アワード | コメディ映画男優賞 | ポール・ラッド             | ノミネート | [ 8 ] |
| クリティクス・チョイス・アワード | コメディ映画女優賞 | レスリー・マン             | ノミネート | [ 8 ] |